# Rules of Acquisition (Star Trek: Deep Space Nine)
"Rules of Acquisition" és el setè episodi de la segona temporada de la sèrie de televisió de ciència-ficció estatunidenca Star Trek: Deep Space Nine, el 27è de tota la sèrie. Originalment es va emetre en redifusió a partir del 8 de novembre de 1993. L'episodi va ser dirigit per David Livingston en base a un guió d'Ira Steven Behr.
Ambientada al segle XXIV, la sèrie segueix les aventures a Espai Profund 9, una estació espacial situada prop d'un forat de cuc estable entre els Quadrants Alfa i Gamma de la Via Làctia, prop del planeta Bajor, mentre els bajorans es recuperen d'una brutal ocupació de dècades pels imperialistes cardassians. Aquest és un dels diversos episodis que se centren en els Ferengi, una espècie alienígena coneguda per la seva dedicació a obtenir beneficis, explorant les seves normes socials sexistes. En aquest episodi, el taverner ferengi de "Deep Space Nine" Quark és enviat per establir una presència comercial ferengi al Quadrant Gamma, assistit per Pel, una dona ferengi que es disfressa d'home per poder fer negocis.
El títol de l'episodi fa referència a les Regles d'Adquisició, un conjunt d'aforismes que es diu que regeixen les pràctiques comercials ferengi, diverses dels quals es citen a l'episodi.

## Argument
Gran Nagus Zek, el líder dels ferengi, planeja establir una presència comercial al Quadrant Gamma. Zek nomena Quark com el seu representant per negociar amb una espècie anomenada Dosi; Quark demana a Pel, un dels seus empleats, que l'ajudi. Pel demostra ser un valuós ajudant; tanmateix, sense que Quark ho sàpiga, Pel és una dona. Les dones ferengi no poden portar roba, guanyar diners ni viatjar, per la qual cosa es veu obligada a mantenir la seva identitat en secret. Mentrestant, Pel comença a enamorar-se de Quark. Ella confessa el seu secret a l'oficial científica d'"Espai Profund 9", Jadzia Dax.
Quark i Pel demanen comprar 10.000 alfàbies de vi de tulaberry als Dosi. Estan a punt de fer un tracte quan  Zek informa a Quark que vol 100.000 alfàbies. Els Dosi abandonen el tracte. Quark i Pel els segueixen fins al seu món natal, on descobreixen que 100.000 alfàbies és més vi de tulaberry que el que existeix al planeta. Una Dosi ofereix posar-los en contacte amb una altra raça, els Karemma, membres del que ella anomena "El Domini". Quark i Pel s'adonen de les veritables intencions de Zek: no té cap interès en el vi de tulaberry; vol aprendre sobre el Domini.
Quark i Pel tornen a "DS9". Mentre eren fora, el germà de Quark Rom, gelós de la preferència de Quark per Pel abans que per ell, va descobrir la veritable identitat de Pel. Li ho explica a Quark, que s'adona que la seva carrera podria arruïnar-se si se sabés que ha fet negocis amb una dona. Quark s'enfronta a Pel, oferint-li diners per marxar i començar una nova vida, per tal de salvar-la a ella i a ell mateix del càstig. Pel confessa els seus sentiments per Quark i li suplica que vingui amb ella al Quadrant Gamma, on a ningú li importaria que sigui una dona ferengi que obté beneficis. Quark s'hi nega, tot i que també té sentiments per Pel.
En un sopar que celebra l'èxit negociador de Quark, Pel revela la seva identitat a Zek. Zek amenaça de tancar Pel i Quark a la presó, però Quark defensa Pel observant que el mateix Zek va permetre sense saber-ho que una dona ferengi el representés. En adonar-se que tots van ser enganyats, decideixen mantenir en secret la identitat de Pel. Després de compartir un comiat sentit amb Quark, Pel marxa per començar una nova vida al Quadrant Gamma. Un temps després, Dax comenta que Quark trobarà a faltar Pel, tot i que intenta negar-ho.

## Actors convidats
- Max Grodénchik - Rom
- Wallace Shawn -  Grand Nagus Zek
- Helene Udy - Pel
- Tiny Ron - Maihar'du
- Brian Thompson - Inglatu
- Emilia Crow - Zyree

## Producció
El títol provisional de l'episodi era "Profit Margin".
Hilary Bader va escriure originalment la seva història per a la sèrie "Star Trek: La nova generació". Allà, Pel s'hauria enamorat del comandant Will Riker i hauria desenvolupat una amistat amb la doctora Beverly Crusher. La història finalment es va adaptar per a la sèrie "Star Trek: Deep Space Nine" i es va ampliar per incloure la introducció del Domini. Això últim es va fer perquè l'equip de guionistes considerava que el nou territori del Quadrant Gamma havia estat infrautilitzat en l'edició anterior de la sèrie. Ja no era suficient presentar el quadrant com una altra àrea d'espai inexplorat; calia definir-ho clarament.

## Recepció
Keith DeCandido el va qualificar a tor.com el 2013 com un episodi normal de "Star Trek: Deep Space Nine". Va trobar que la història contenia molts elements excel·lents. L'actuació de Wallace Shawn com a Zek va ser magnífica, igual que Brian Thompson com a Inglatu. DeCandido va trobar valent introduir casualment el Domini, que més tard esdevindria tan important, en un episodi de comèdia. També li van agradar les perspectives molt diferents de Dax i Kira sobre la cultura ferengi. DeCandido va considerar que el delit de Dax per l'afecte de Pel per Quark, fins i tot abans que sàpiga que Pel és una dona, era potser el moment més pro-gai de la franquícia Star Trek. Tanmateix, DeCandido també va trobar que l'episodi divagava entre diversos punts de la trama sense explorar realment cap d'ells. També li molestava que, a part de la seva defensa final de Pel davant de Zek, Quark fos retratat com a feble immerescudament durant la major part de la sèrie i que els seus veritables sentiments envers Pel finalment romanguessin clars.
El 2015, Geek.com va recomanar aquest episodi com a "de visió essencial" per a la seva guia abreujada de marató de sèries de Star Trek: Deep Space Nine.
El 2018, SyFy va incloure aquest episodi a la seva guia de marató de sèries de Jadzia Dax per a aquest personatge.
El 2020, Io9 va dir que aquest era un dels episodis "imprescindibles" de la sèrie.
L'episodi va ser nominat a un Premi Primetime Emmy el 1994 per la seva destacada tasca individual en maquillatge per a una sèrie.

## Importància de l'arc
- Aquest episodi marca la primera menció del Domini, un imperi poderós al Quadrant Gamma. A partir d'aquí, el Domini augmentarà gradualment en importància en la narrativa de la sèrie; les dues últimes temporades de "Deep Space Nine" se centren en una guerra entre el Domini i la Federació Unida de Planetes.
- Aquest episodi també inicia un arc argumental centrat en la societat ferengi i el seu desenvolupament gradual allunyant-se de les normes socials sexistes que apareixen en aquest episodi; episodis posteriors sobre aquest tema inclouen "Family Business" i "Profit and Loss".

## Llançaments
Es va publicar en LaserDisc al Japó el 6 de juny de 1997 com a part de la col·lecció de mitja temporada "2nd Season Vol. 1, que tenia set discs de doble cara de 12". Els discs tenien pistes d'àudio en anglès i japonès.
L'1 d'abril de 2003, es va publicar la segona temporada de Star Trek: Deep Space Nine en discs de vídeo DVD, amb 26 episodis en set discs.
Aquest episodi es va publicar el 2017 en DVD amb la caixa de la sèrie completa, que tenia 176 episodis en 48 discs.